# قائمة أنواع الفأراوية المتغايرة
تضم قبيلة الفأراوية المتغايرة الحيوانية عدة أنواع من القوارض مقسمة على أجناس وضروب كالتالي:

## جنس الفأر الناعم
يضم الفأر الناعم الأنواع التالية:
- - فأر ناعم منقط (الاسم العلمي:Liomys pictus)
  - فأر ناعم سالفيني (الاسم العلمي:Liomys salvini)
  - فأر ناعم منظاري (الاسم العلمي:Liomys spectabilis)
  - فأر ناعم منمش (الاسم العلمي:Liomys irroratus)
  - فأر ناعم متبعثر (الاسم العلمي:Liomys adspersus)

## جنس الفأر المتغاير
يضم الفأر المتغاير الأنواع التالية:
- ضرب الفأر المتغاير العادي (الاسم العلمي: Heteromys subg. Heteromys)
  - فأر متغاير ترينيدادي (الاسم العلمي:Heteromys anomalus)
  - فأر متغاير جنوبي (الاسم العلمي:Heteromys australis)
  - فأر متغاير ديماري (الاسم العلمي:Heteromys desmarestianus)
  - فأر متغاير جومري (الاسم العلمي:Heteromys gaumeri)
  - فأر متغاير جولدماني (الاسم العلمي:Heteromys goldmani)
- ضرب الفأر المتغاير الخشبي (الاسم العلمي: Heteromys subg. Xylomys)
  - فأر متغاير نيلسوني (الاسم العلمي:Heteromys nelsoni)
  - فأر متغاير جبلي (الاسم العلمي:Heteromys oresterus)